# Artins
Artins település Franciaországban, Loir-et-Cher megyében. Lakosainak száma 269 fő (2022. január 1.). Artins Les Essarts, Montrouveau, Saint-Jacques-des-Guérets, Sougé, Ternay, Troo és Vallée-de-Ronsard községekkel határos.

## Népesség
A település népességének változása:
| Lakosok száma | 317  | 272  | 247  | 280  | 278  | 265  | 264  | 265  | 264  | 269  |
|               | 1968 | 1982 | 1990 | 2006 | 2013 | 2015 | 2017 | 2019 | 2020 | 2022 |